# Menar Jonban

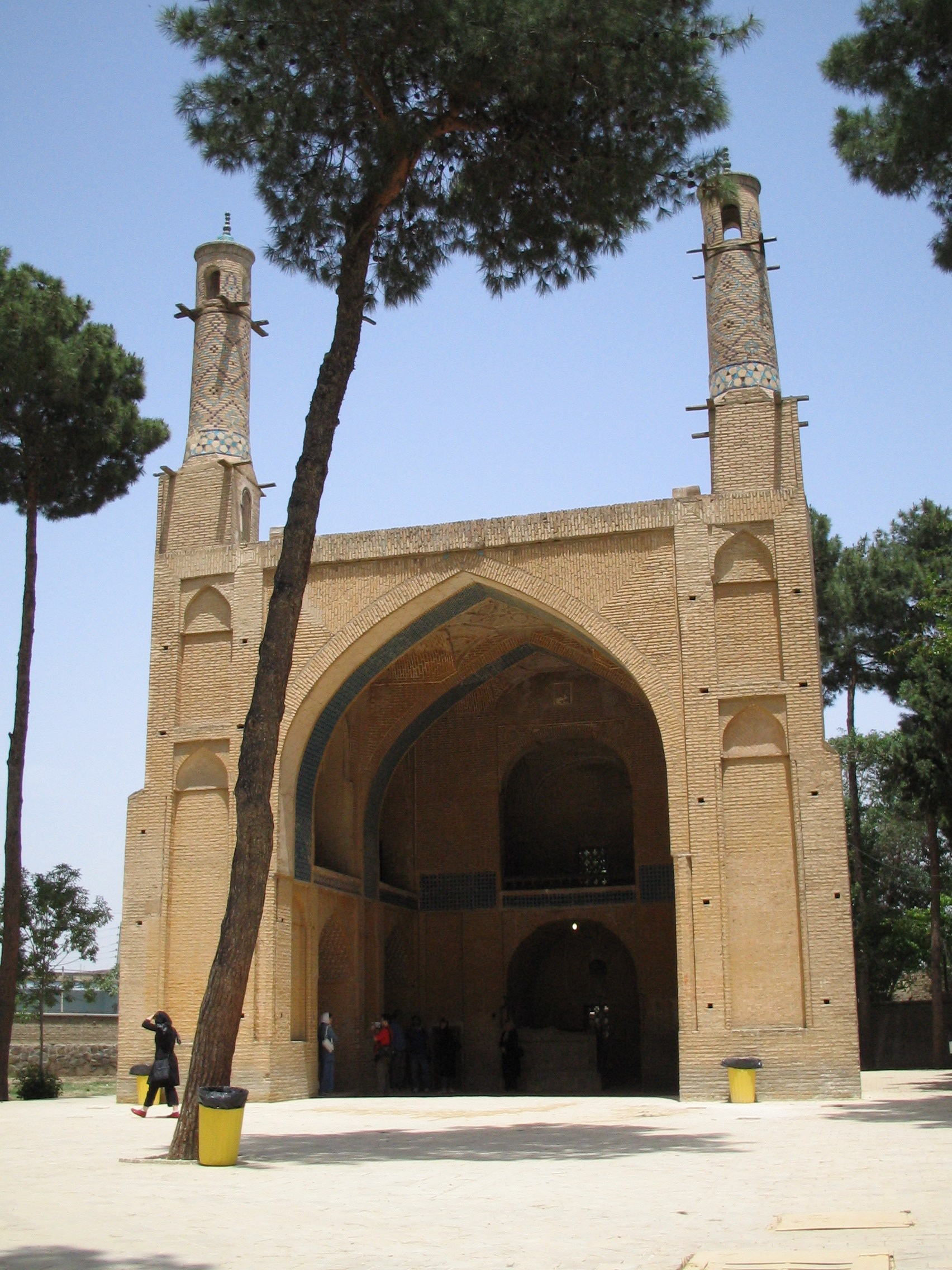
Menar Jonban.

Menar Jonban (persiska: منارجنبان) ligger i staden Esfahan och består av ett mausoleum och två minareter. Denna historiska byggnad från ilkhanidernas tid har blivit berömd för att minareterna kan sättas i rörelse.